# Solita forma
Solita forma è una locuzione coniata nel 1859 dal musicologo e compositore Abramo Basevi (ma già anticipata nel contenuto da Carlo Ritorni nel 1841) e rimessa in circolo come definizione da Harold S. Powers per descrivere la struttura (forma) standard (e dunque solita) del duetto operistico negli anni dell'Ottocento. La definizione si intende estesa anche all'aria solistica, ai concertati e ai finali.
Il musicologo americano Philip Gossett ha spesso usato la definizione di doppia aria o forma multipartita per il tipo di struttura utilizzato, ovvero un'aria divisa da un tempo di mezzo e intervallata da pertichini per conferire dinamicità.

## La "struttura standard"
Generalmente la solita forma si articola nelle seguenti sezioni (sono sempre possibili varianti ed eccezioni):
- Scena (recitativo accompagnato) nei numeri solistici e nei duetti, con testo in endecasillabi e settenari sciolti;
- Tempo d’attacco nei duetti e nei concertati, con testo generalmente in ottonari rimati o sciolti;
- Adagio o cantabile (nei numeri solistici o nei duetti) o largo concertato (nei finali e nei concertati), con testo in versi rimati;
- Tempo di mezzo, con testo generalmente in ottonari rimati o sciolti;
- Cabaletta (nei numeri solistici o nei duetti) o stretta (nei finali concertati), con testo in versi rimati.

| La solita forma          | La solita forma |
| ------------------------ | --- |
| Duetto                   | Es. Lucia di Lammermoor, duetto Lucia – Edgardo, Atto I - Scena: "Lucia perdona" - Cantabile: "Sulla tomba che rinserra" - Tempo di mezzo: "Qui, di sposa eterna fede" - Cabaletta e stretta: "Verranno a te sull'aure"                                                                                                   |
| Aria solistica           | Es. La traviata, Scena ed Aria di Violetta, Atto I - Scena: "È strano" - Cantabile: "Ah, fors'è lui" - Tempo di mezzo: "Follie!... follie..." - Cabaletta: "Sempre libera degg'io" |
| Finale d'atto concertato | Es. Lucia di Lammermoor, Atto II, Finale - Coro e cavatina di Arturo: "Per te d'immenso giubilo", "Per poco fra le tenebre" - Tempo d'attacco: "Qui giungere or la vedrem" - Largo concertato: "Chi mi frena in tal momento" - Tempo di mezzo: "T'allontana, sciagurato" - Stretta: "Esci, fuggi il furor che mi accende" |

Nell'aria e nel duetto la sequenza cantabile-tempo di mezzo-cabaletta è preceduta di norma dalla scena; nei finali può invece essere preceduta da cori, danze, marce, brevi ariette o duettini, pezzi caratteristici.
Il carattere dinamico del tempo d'attacco e del tempo di mezzo, carichi di azioni drammaturgiche, si alterna a quello statico del cantabile e della cabaletta, momenti in cui emergono le passioni e la psicologia dei personaggi.
Come fa notare Giorgio Pagannone, il modello della "solita forma" è sufficientemente flessibile da potersi adattare a situazioni diversissime, e da permettere un numero amplissimo di varianti macro- e microformali .